# 赫羅米夫卡 (赫梅利尼茨基州)
49°48′14″N 27°17′17″E / 49.80389°N 27.28806°E
赫羅米夫卡（羅馬化：Hromivka）是位於烏克蘭西部的村莊，由赫梅利尼茨基州赫梅利尼茨基區的舊康斯坦丁尼夫市鎮負責管轄。該村面積0.5平方公里，海拔高度309米，2001年人口123，人口密度每平方公里246人。